# Penarth
Penarth is een plaats in het Welshe graafschap Vale of Glamorgan.

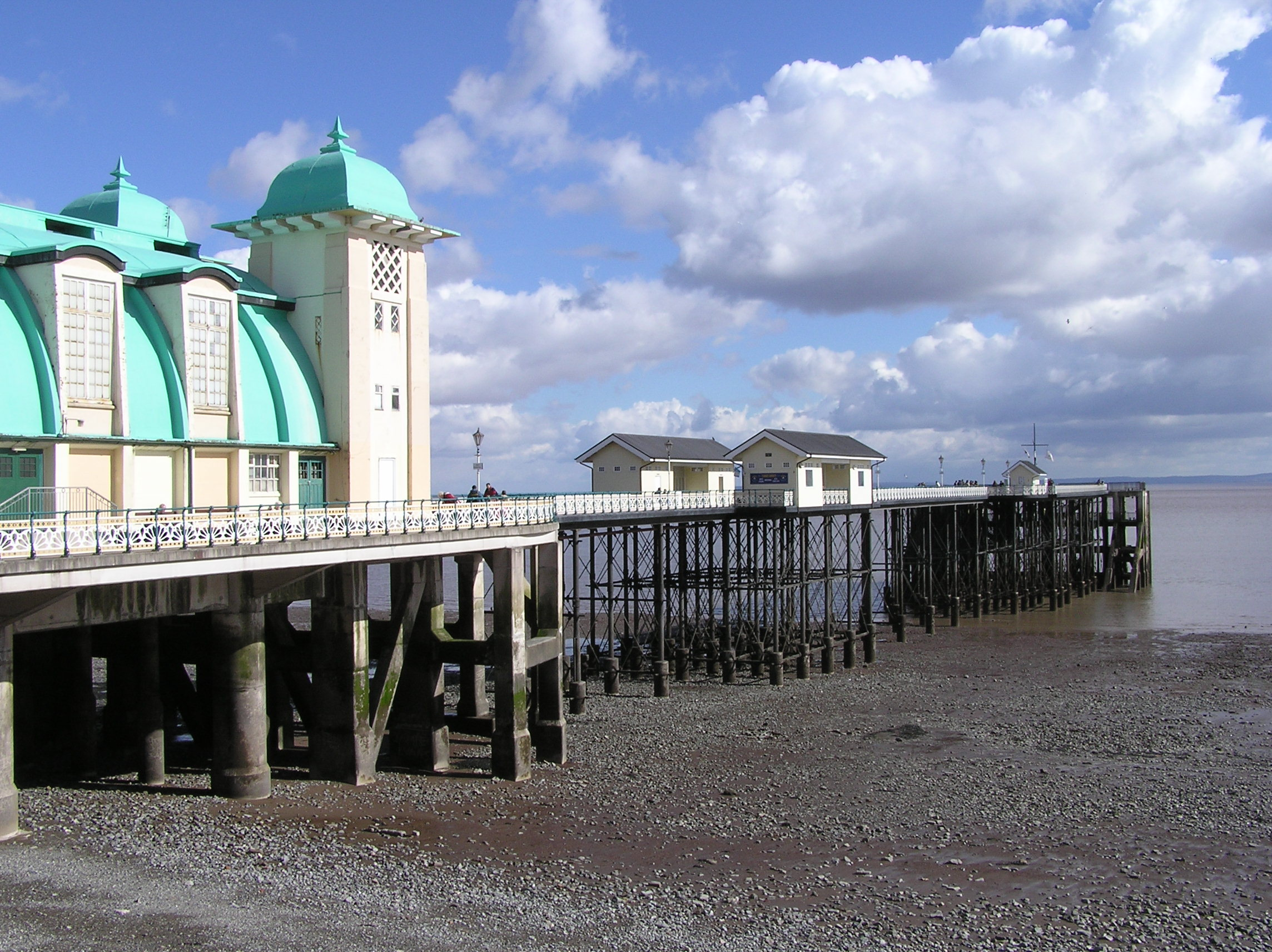
Pier in Penarth

Penarth telt 23.245 inwoners.